# Nicole de Boer
Pour les articles homonymes, voir de Boer.
Nicole de Boer est une actrice canado-américaine, née le 20 décembre 1970 à Toronto (Canada).

## Biographie
Elle a grandi à Toronto, et est devenue une actrice à un jeune âge grâce à sa grand-mère.[réf. nécessaire]
Elle obtint le rôle de Dorothy dans une production sur scène de Le Magicien d'Oz, et a joué dans le film télévisé Freddy the Freeloader's Christmas Dinner, comme un « extra ».

## Filmographie

### Au cinéma
- 1992 : Le Bal de l'horreur 4 : Délivrez-nous du Diable (Prom Night IV: Deliver Us from Evil) de Clay Borris : Meagan
- 1995 : Jungleground de Don Allan : Caitlin Dean
- 1995 : Alarme Totale (National Lampoon's Senior Trip) de Kelly Makin : Meg Smith
- 1996 : Kids in the Hall: Brain Candy de Kelly Makin : Cooper's groupie
- 1997 : Cube de Vincenzo Natali : Joan Leaven, étudiante en mathématiques
- 2003 : Public Domain de Kris Lefcoe : Bonnie
- 2004 : Phil the Alien de Rob Stefaniuk : Madame Madame
- 2009 : Suck de Rob Stefaniuk : Susan

### À la télévision

#### Téléfilms
- 1990 : The Kissing Place de Tony Wharmby : Cathy
- 1993 : Family Pictures de Philip Saville : Penny
- 1993 : J. F. K. : Le Destin en marche (J.F.K.: Reckless Youth) de Harry Winer : Olive Cawley
- 1994 : La comtesse de Brooklyn (The Counterfeit Contessa) de Ron Lagomarsino : Helena Everett
- 1997 : Innocence perdue (When Innocence Is Lost) de Bethany Rooney : Nancy
- 1998 : Rendez-vous à la Maison-Blanche (My Date with the President's Daughter) d'Alex Zamm : Bonnie
- 1999 : Le justicier reprend les armes (Family of Cops III: Under Suspicion) de Sheldon Larry : Jackie Fein
- 2000 : Classé X (Rated X) de Emilio Estevez : Karen Mitchell
- 2006 : Une séductrice dans ma maison (Ties That Bind) de Terry Ingram : Megan Mahoney
- 2008 : Tornades sur New York (NYC : Tornado Terror) de Tibor Takács  : Cassie Lawrence
- 2008 : Un Noël plein de surprises (Christmas Town) de George Erschbamer : Elizabeth « Liz » McCann
- 2011 : Iron Invader (Metal Monster en France) de Paul Ziller : Amanda
- 2011 : Face à la tornade (Metal Tornado) de Gordon Yang : Rebecca
- 2011 : Le Prix du passé (Secrets from Her Past) de Gordon Yang : Hanna
- 2012 : La Vérité sur mon passé (My Mother's Secret) de Curtis Crawford : Lauren Colson
- 2016 : Le défi de Kate (Corrupt) de Curtis Crawford :  Kate MacIntyre

#### Séries télévisées
- 1981 : Standing Room Only : jeune fille à l’hôpital (non crédité)
- 1988 : 9B : Erin Jones (5 épisodes)
- 1989 : Street Legal (en) : Jackie
- 1989-1991 : The Kids in the Hall : Laura (3 épisodes)
- 1990 : C.B.C.'s Magic Hour : Sarah
- 1990 : First Resort :
- 1991 : Un privé sous les tropiques (Sweating Bullets) : Beth Goodnight
- 1991-1993 : Beyond Reality : Anna / Celia Powell / Mrs. Winter (7 épisodes)
- 1992 : Une maison de fous (Maniac Mansion) : Holly
- 1992 : Le Justicier des ténèbres (Forever Knight) : Jeannie (2 épisodes)
- 1992-1994 : E.N.G. reporters de choc (E.N.G.) : Brenda / Nancy Bergman (2 épisodes)
- 1993 : The Hidden Room : Paula
- 1994 : Catwalk : Maggi Holden
- 1995 : TekWar : Tara James
- 1995-1998 : Au-delà du réel : L'aventure continue (The Outer Limits) : Bree Tristan (Épisode 1.14 : Sans pitié) / Rachel Sanders (Épisode 4.18 : Le monstre.).
- 1996 : Poltergeist : Les Aventuriers du surnaturel (Poltergeist: The Legacy) : Samantha Wallace
- 1996 : Psi Factor, chroniques du paranormal (Psi Factor: Chronicles of the Paranormal) : Kelly Starr Tanner
- 1997 : Ready or Not : Crystal
- 1997 : Deepwater Black : Yuna (13 épisodes)
- 1998-1999 : Star Trek: Deep Space Nine  (saison 7) : Lieutenant Ezri Dax (25 épisodes)
- 1999 : Dooley Gardens : Skye (7 épisodes)
- 2000 : The Fearing Mind : Paula Kubiak
- 2002-2007 : Dead Zone (The Dead Zone) : Sarah Bracknell Bannerman (72 épisodes)
- 2004 : 5 jours pour survivre (5ive Days to Midnight) : Chantal Hume
- 2008 : Stargate Atlantis : Dr Alison Porter
- 2010-2013 : Les Mystères de Haven (Haven) : Marion Caldwell (saison 1 épisode 1, saison 3 épisode 1)
- 2012 : Perception : Janice Zimmerman
- 2013 : Cracked : Leigh McMaster
- 2014 : Reign : Le Destin d'une reine : Lady Doisneau
- 2016-2021 : Private Eyes ou Détectives privés au Québec : Becca D'Orsay